# 哈登鎮區 (新澤西州)
哈登鎮區（英語：Haddon Township）是位於美國新澤西州康登縣的一個鎮區。

## 地方資料
哈登鎮區的面積為7.30平方千米，當中陸地面積為6.97平方千米，而水域面積為0.33平方千米。根據2020年美國人口普查的數據，當地共有人口15407人，而人口密度為每平方千米2,110.55人。